# Pano Kutrafas
Pano Kutrafas (gr. Πάνω Κουτραφάς) – wieś w Republice Cypryjskiej, w dystrykcie Nikozja. W 2011 roku liczyła 4 mieszkańców.